# Ulla Schmidt

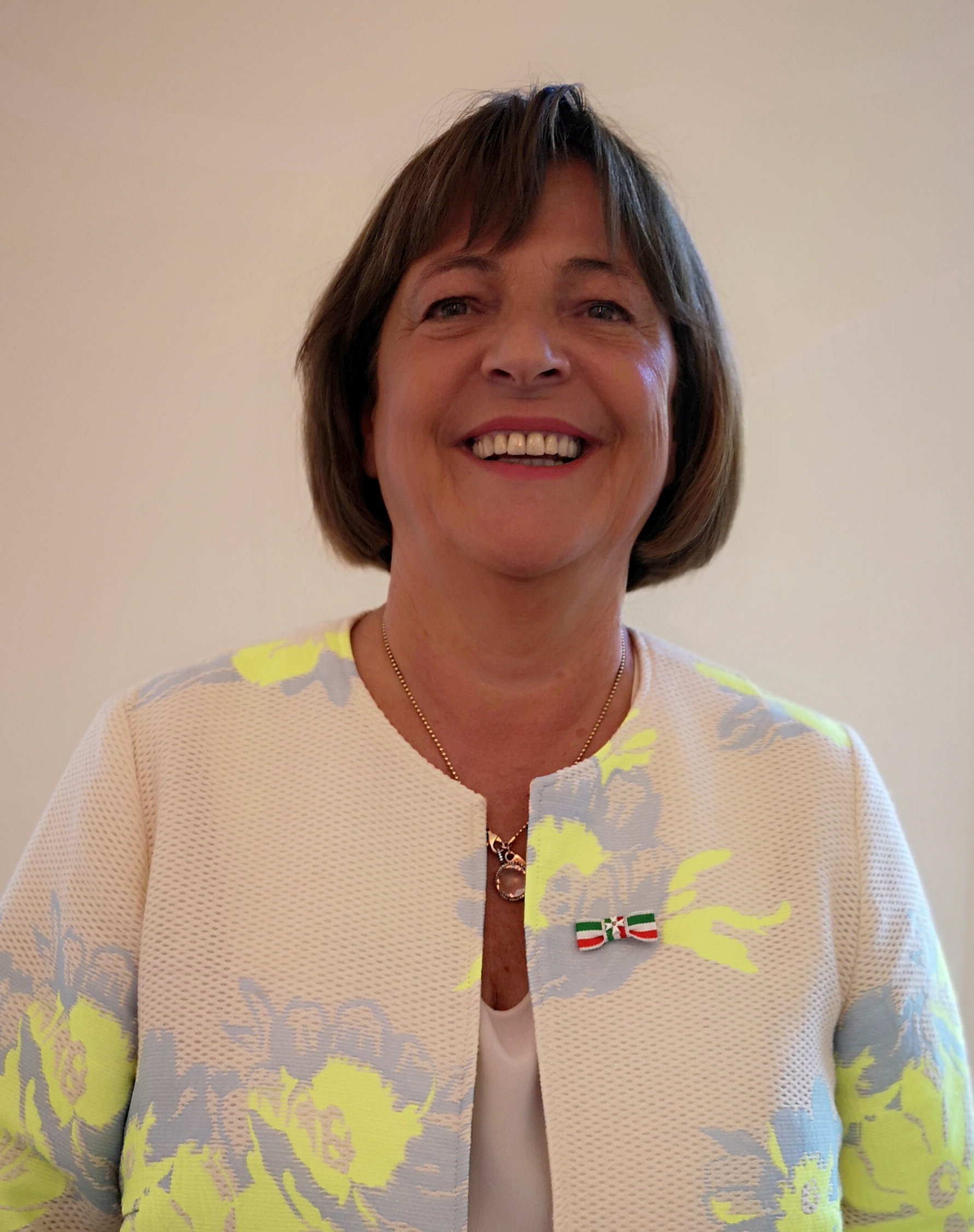
Ulla Schmidt

Ulla Schmidt (Aachen, 13 de junho de 1949) é uma política alemã, filiada ao SPD. É, actualmente, a ministra da Saúde da Alemanha.
É psicóloga e professora de escola secundária de profissão. É divorciada, tem um filho.
Em 2009, ela criticou as declarações feitas pelo Papa Bento XVI, que afirmou que o uso do preservativo promoveria AIDS.